# La niña de mis ojos (película de 2024)
La niña de mis ojos (en hangul, 그 시절, 우리가 좋아했던 소녀; romanización revisada, Geu sijeol, uriga joahaetdeon sonyeo; literalmente, «La chica que nos gustaba en aquel entonces») es una película surcoreana escrita y dirigida por Cho Young-myeong, y protagonizada por Jinyoung y Dahyun. Está basada en la novela y la película del mismo título original, del novelista y cineasta taiwanés Giddens Ko. Se presentó el 3 de octubre de 2024 en el 29.º Festival Internacional de Cine de Busan, y se estrenó comercialmente el 21 de febrero de 2025.

## Sinopsis
La película retrata los momentos electrizantes de la juventud durante la década de los 2000, así como las emociones sutiles del primer amor. Jin-woo y sus amigos atraviesan los altibajos de la adolescencia. Sin embargo, todos comparten una fascinación por Seon-ah, la elegante y hermosa estudiante modelo que parece un sueño inalcanzable, a pesar de estar en su misma clase. Un día, Jin-woo es castigado por hacer una broma en clase y tiene que quedase sentado cerca de Seon-ah y bajo su supervisión. Ambos tienen diferentes personalidades y niveles académicos, pero poco a poco forman un vínculo estrecho al apreciar cada uno las cualidades únicas del otro. Su relación atraviesa fases difíciles de la escuela secundaria hasta los inevitables cambios de la vida adulta.

## Reparto
- Jinyoung como Goo Jin-woo.[1][2]
- Dahyun como Oh Seon-ah.[3]
- Son Jeong-hyuk como Ahn Sung-bin, hijo de familia adinerada, estudioso, atlético y atractivo, objeto de la envidia de Jin-woo.[4]
- Kim Yo-han como Oh Dong-hyun.
- Lee Min-goo como Byun Tae-wan.
- Lee Seung-jun como Han Byeong-ju.
- Kim Min-ju como Yoon Ji-soo.
- Jo Dal-hwan como el profesor de tecnología y economía doméstica.
- Lee Sun-min como un profesor.
- Shim Gi-ru como el profesor de geografía.

### Apariciones especiales
- Park Sung-woong como el padre de Jin-woo.[5]
- Shin Eun-Jung como la madre de Jin-woo.[5]
- Son Woo-hyun como el novio de Seon-ah.[6]

## Producción
La niña de mis ojos es una coproducción de Studio Take y Jayuro Pictures que supone el debut como directora de Cho Young-myung, autora también del guion. Está basada en la novela y la película con el mismo título original, y de contenido parcialmente autobiográfico, del novelista y cineasta taiwanés Giddens Ko, que cosecharon un éxito de público, no solo en su país sino también en Corea del Sur, en 2011. Contó con un presupuesto de alrededor de 4200 millones de wones, y se estimaba que su punto de equilibrio financiero estaba en los 800 000 espectadores.
Frente al original chino, la guionista y directora Cho Young-myung optó por no incluir el punto de vista de Seon-ah, el personaje femenino, para evitar que se convirtiera en un drama típico; de este modo el narrador fue Jin-woo, y se hizo difícil explicar detalladamente las transformaciones de ella durante la historia. Una consecuencia de esa decisión fue también la abundancia de narración, que sirve para que Jin-woo transmita la información necesaria y para conectar un episodio de la trama con otro. Preguntada por la presencia de algún chiste sexual en el guion, contestó que no creía que se pudiera prescindir de este recurso para hablar de la adolescencia, aunque rebajó el contenido con respecto al original taiwanés.
El 13 de mayo de 2024, JYP Entertainment, la agencia de Dahyun, anunció que había recibido una oferta para ser la protagonista femenina de una versión surcoreana de la película taiwanesa You Are the Apple of My Eye, y que la estaban examinando. Para Dahyun se trata de su debut en la pantalla grande. El 17 de junio del mismo año la agencia de Jinyoung, Management Run, también confirmó su participación en la película e informó de que ya se estaba rodando. En efecto, las productoras Take y Jayuro Pictures confirmaron el día 10 que el rodaje había empezado a principios de ese mes. Esta es la primera película en la que Park Sung-woong y Shin Eun-jung, una pareja en la vida real, aparecen juntos, y también como pareja, interpretando a los padres de Jin-woo.

## Banda sonora original
El director musical es Ecobridge (seud. de Lee Jong-myoung). La reserva anticipada del álbum con la banda sonora original de la película se abrió el 20 de febrero de 2025. Contiene un total de diez canciones y otras veinte pistas musicales. En el segundo tema (Back Then, The Girl We Loved) participaron directamente en la letra y la música los dos protagonistas, Jinyoung y Dahyun. El tercer tema está compuesto y cantado por Demian, sobrenombre de Son Jeong-hyuk, rival de Jin-woo en la película.
| Parte | Fecha de publicación  | Título                                                              | Letra                             | Música                             | Artista                 | Dur.  | Ref.          |
| ----- | --------------------- | ------------------------------------------------------------------- | --------------------------------- | ---------------------------------- | ----------------------- | ----- | ------------- |
| 1     | 5 de febrero de 2025  | Now Do You                                                          | Ancode                            | Lee Seon-haeng                     | Maudy Ayunda            | 4:06  | [ 15 ]        |
| 2     | 20 de febrero de 2025 | 그 시절, 우리가 좋아했던 소녀 («La chica que nos gustaba entonces») | Jinyoung, Dahyun, Jo Young-myeong | Jinyoung, Dahyun, Kang Myeong-shin | Jinyoung, Dahyun        | 4:13  | [ 16 ]        |
| 3     | 5 de marzo de 2025    | «Memory of Us»                                                      | Demian                            | Demian                             | Demian (Son Jeong-hyuk) | 24:45 | [ 14 ] [ 17 ] |
| 3     | 5 de marzo de 2025    | «Fall Into You»                                                     | PERC%NT                           | PERC%NT                            | Ren                     | 24:45 | [ 14 ] [ 17 ] |
| 3     | 5 de marzo de 2025    | «Starry Pieces»                                                     | YEGNY                             | Lee Ha-eun, YEGNY                  | YEGNY                   | 24:45 | [ 14 ] [ 17 ] |
| 3     | 5 de marzo de 2025    | «Dizzy»                                                             | YEGNY                             | YEGNY, Park Sang-hyun              | Ji Hoon                 | 24:45 | [ 14 ] [ 17 ] |
| 3     | 5 de marzo de 2025    | «You»                                                               | Kim Seong-jong                    | Kim Seong-jong                     | Oh Seung-ah             | 24:45 | [ 14 ] [ 17 ] |
| 3     | 5 de marzo de 2025    | «Sunshine Blue»                                                     | PERC%NT                           | PERC%NT                            | PERC%NT                 | 24:45 | [ 14 ] [ 17 ] |
| 3     | 5 de marzo de 2025    | «You Are the Apple of My Eye» (versión en inglés)                   | Jinyoung, Dahyun, Jo Young-myeong | Jinyoung, Dahyun, Kang Myeong-shin | Maudy Ayunda            | 24:45 | [ 14 ] [ 17 ] |
| 3     | 5 de marzo de 2025    | «Fall Into You» (versión JP)                                        | PERC%NT                           | PERC%NT                            | Ren                     | 24:45 | [ 14 ] [ 17 ] |

## Promoción, estreno y recepción
La niña de mis ojos fue invitada al 29.º Festival Internacional de Cine de Busan, donde tuvo su estreno mundial en la sección Cine Coreano de Hoy - Panorama el 3 de octubre de 2024. Por entonces aún no se había fijado la fecha del estreno comercial, que se anunciaría solo en enero de 2025.
La producción se presentó el 19 de febrero con un pase previo y una conferencia de prensa que tuvo lugar en el centro comercial CGV I-PARK de Yongsan-gu, Seúl, con la asistencia de la directora y los dos protagonistas. Ese mismo día el equipo de producción lanzó un vídeo que muestra el making-of de la película. Por último, un día antes la distribuidora Wizwiz Studio anunció que publicaráía un libro también con el makin-of, que incluirá el guion, fotos del rodaje, el diseño artístico, elementos del montaje y otros muchos materiales que recogen todo el proceso de producción del filme.
Días antes del estreno en sala, registró un gran volumen de venta anticipada de entradas, el mayor entre los títulos estrenados en el mismo período; el 17 de febrero superó los 31 000 billetes vendidos. La película se estrenó el 21 de febrero de 2025 en 660 pantallas. Vendió 25 695 entradas ese primer día. En los días sucesivos se programaron algunos actos promocionales, proyecciones especiales y un lcalendario de saludos al público desde el escenario, que se prolongó tres semanas, por parte de directora y protagonistas. Al 2 de julio de 2025 se había presentado en 709 salas para 164 922 espectadores, que dejaron una taquilla del equivalente a 1,084 millones de dólares. Estaba por este concepto en la vigésima posición entre las películas estrenadas en el año.
En ámbito internacional, se estrenó en varios países iberoamericanos durante la primavera de 2025: así, en Brasil llegó a las pantallas el 13 de marzo, en Argentina y Chile lo hizo el 10 de abril, y en México el 24 de abril. Por lo que respecta a países asiáticos, se estrenó en Indonesia el mismo día que en Corea del Sur, el 21 de febrero; después, en Tailandia el 6 de marzo, en Filipinas, Singapur, Malasia, Hong Kong y Taiwán el 12 del mismo mes. Jinyoung y Dahyun visitaron Yakarta, Indonesia, del 8 al 11 de marzo para un encuentro especial con los seguidores locales, que incluyó el preestreno del filme en el país.

### Crítica
Marcelo Stiletano (La Nación) escribe: «La niña de mis ojos funciona en cada uno de los escenarios elegidos por sus artífices. Por encima de todo está la historia de amor, pero también la peripecia del aprendizaje del camino hacia la adultez. Y también vale como una puerta de entrada ideal para descubrir el fascinante y vasto mundo de la producción audiovisual surcoreana».
Shin Jeong-seon (Chosun Ilbo) compara el original taiwanés con la adaptación surcoreana y escribe que esta es muy inferior: «Hay muchísimas historias sobre chicos y chicas que se conocen, discuten y se gustan. Entre todas esas historias, la versión taiwanesa es particularmente brillante. ¿Qué la hace diferente? Creo que por eso fracasó el remake coreano. La versión coreana tomó la brillante original y le aplicó una fórmula anticuada de la que ya hemos oído hablar. La vitalidad de la original desaparece por completo, y todo lo que queda es un cliché que encaja con los estándares. La mayor diferencia es la viveza de los personajes».
Tampoco a Lee Da-won (Kyunghyang) convence la adaptación: «la trama es prácticamente la misma, pero parece que el intento de adaptar el original taiwanés a un sentimiento local ha fracasado una vez más. Intenta cambiar la sensibilidad retro del original ambientándolo en un instituto de Chuncheon, Corea, en 2002, pero solo resulta infantil y poco sofisticado, y no consigue transmitir la singular sensibilidad difusa de las obras retro [...] Hay otra razón para el fracaso. Se debe a que los cambios emocionales entre los personajes principales, Seon-ah y Jin-woo, no se capturan con detalle». Considera además que Dahyun no satisface las expectativas en su debut cinematográfico, con un personaje poco matizado, mientras que Jinyoung sí cumple con su papel.